# Субпрефектура Сорачи
Субпрефектура Сорачи (јап. 空知総合振興局) Sorachi-sōgō-shinkō-kyoku је субпрефектурат која се налази у префектури Хокаидо, Јапан.
По попису из 2004. године, у субпрефектури Сорачи је живело 373.736 и њена површина је 6558,26 km².

## Географија

### Градови
- Акабира
- Ашибецу
- Бибај
- Фукагава
- Ивамизава (главни град)
- Микаса
- Сунагава
- Такикава
- Уташинај
- Јубари

### Вароши и села по областима
- Област Кабато
  - Шинтоцукава
  - Цукигата
  - Ураусу
- Област Сорачи
  - Камисунагава
  - Наие
  - Нанпоро
- Област Урју
  - Чипубецу
  - Хокурју
  - Мосеуши
  - Нумата
  - Урју
- Област Јубари
  - Куријама
  - Наганума
  - Јуни

### Спајања
Види Списак спајања на Хокаиду

## Историја
- 1897: Основана је субпрефектура Сорачи.
- 1899: Село Фурано (сада Камифурано варош, Накафурано варош, Фурано град, и Минамифурано варош) пребачене су у субпрефектуру Камикава.
- 2010: Хороканај варош из области Урју пребачена је у Камикава.

43° 11′ 51″ С; 141° 45′ 59″ И / 43.197567° С; 141.766389° И